# エドガー・グロスピロン

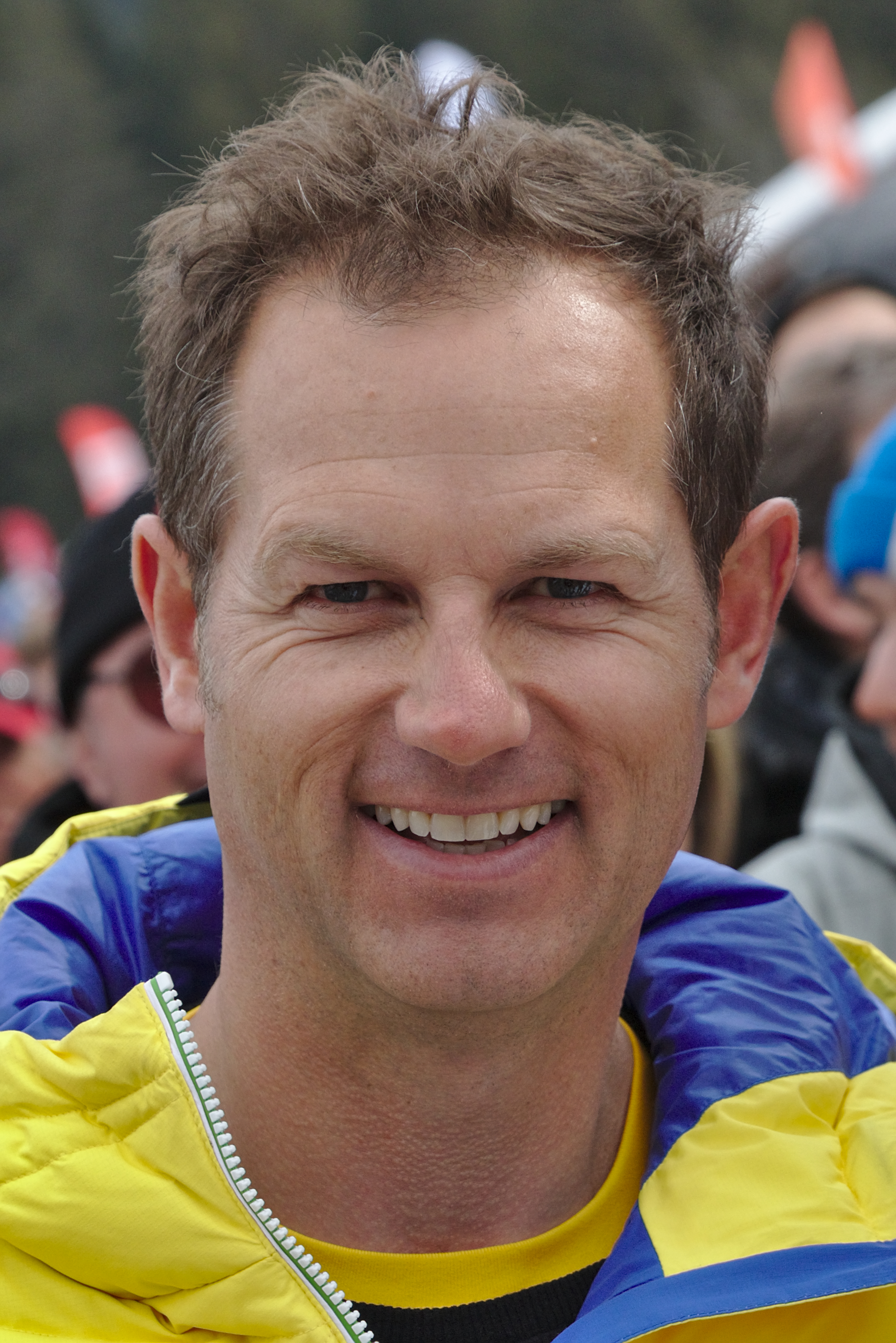
エドガー・グロスピロン

エドガー・グロスピロン（Edgar Grospiron、1969年3月17日 - ）はフランスの元モーグルスキー選手。
1988年カルガリーオリンピック（公開競技）で銅メダル、
1992年アルベールビルオリンピックで金メダル、1994年リレハンメルオリンピックで銅メダルを獲得した。

1995年にフランスの地元ラ・クルーザで行われた世界選手権で優勝して引退をした。